# Trevor Smith (Eishockeyspieler)
Trevor Smith (* 8. Februar 1985 in Ottawa, Ontario) ist ein ehemaliger kanadischer Eishockeyspieler, der im Verlauf seiner aktiven Karriere zwischen 2005 und 2019 unter anderem 107 Spiele für die New York Islanders, Tampa Bay Lightning, Pittsburgh Penguins, Toronto Maple Leafs und Nashville Predators aus der National Hockey League gespielt hat, aber vorwiegend in der American Hockey League zum Einsatz kam, wo er insgesamt 704 Partien absolvierte und 2012 mit den Norfolk Admirals den Calder Cup gewann.

## Karriere
Trevor Smith begann seine aktive Laufbahn als Eishockeyspieler in der Saison 2003/04 bei den Quesnel Millionaires in der Juniorenliga British Columbia Hockey League (BCHL). In seiner Debütsaison absolvierte er 44 Partien für die Millionaires und erzielte 47 Scorerpunkte. Zur folgenden Saison schloss sich Smith den Omaha Lancers in der United States Hockey League (USHL) an und erreichte in seiner einzigen Saison für das Team in 65 Partien insgesamt 72 Punkte. Im Folgejahr begann Smith ein Studium an der University of New Hampshire und ging für deren Eishockeyteam in der Hockey East aufs Eis. Nachdem er nie gedraftet worden war, unterzeichnete der Linksschütze im April 2007 als Free Agent bei den New York Islanders aus der National Hockey League (NHL). In der Folge wurde Smith zu deren Farmteam, den Bridgeport Sound Tigers, in der American Hockey League (AHL) geschickt und absolvierte bis zum Saisonende 2006/07 acht Partien für die Sound Tigers.
Auch die folgende Saison verbrachte Smith beim Team aus Bridgeport und stand in derselben Spielzeit außerdem auch für die Utah Grizzlies in der ECHL im Einsatz. Im Verlauf der folgenden Saison debütierte er für die New York Islanders in der NHL, als der Linksschütze in sieben Partien auf dem Eis stand und dabei seinen ersten Treffer in der NHL verbuchen konnte. Da ihm ein Stammplatz bei den Islanders verwehrt blieb, erhielt Smith wieder viel Eiszeit bei deren Farmteam, den Bridgeport Sound Tigers in der AHL. Nachdem er die Saison 2009/10 ausschließlich in der American Hockey League verbracht hatte, erhielt Smith bei den Islanders keinen neuen Vertrag angeboten. Am 2. Juli 2010 unterzeichnete er einen auf ein Jahr befristeten Vertrag bei den Anaheim Ducks. Nachdem er das Trainingscamp bei den Anaheim Ducks verbracht hatte, wurde Smith bei der zweiten Kaderreduktion zu den Syracuse Crunch geschickt. Im Januar 2011 wurde er in einem Transfergeschäft im Austausch für Nate Guenin zu den Columbus Blue Jackets transferiert und anschließend ins Farmteam zu den Springfield Falcons geschickt. Am 5. Juli 2011 unterzeichnete Smith einen Zweiwegevertrag für ein Jahr bei den Tampa Bay Lightning.
Im Juli 2013 unterzeichnete er einen Einjahresvertrag bei den Toronto Maple Leafs, der nach der Saison verlängert wurde. Nach zwei insgesamt zwei Jahren in Toronto verließ Smith Nordamerika und verpflichtete sich für zwei Jahre beim SC Bern aus der National League A (NLA). Er gewann 2016 den Meistertitel mit Bern, verpasste aber zwei Monate der Saison aufgrund einer Ellbogen-Operation. Er absolvierte für den SCB insgesamt 18 NLA-Partien (drei Tore, zwei Torvorlagen). Nach einem Jahr verließ er Bern und unterschrieb Anfang Juli 2016 einen Zweiwegevertrag mit einer Laufzeit von zwei Jahren bei den Nashville Predators aus der NHL. Dieser wurde nach Ablauf im Sommer 2018 nicht verlängert, sodass er Ende Juli 2018 einen auf die AHL beschränkten Vertrag bei den San Antonio Rampage unterzeichnete.

## Erfolge und Auszeichnungen
| - 2005 Teilnahme am USHL All-Star Game - 2007 NCAA East Second All-American Team - 2012 Teilnahme am AHL All-Star Classic | - 2012 Calder-Cup-Gewinn mit den Norfolk Admirals - 2016 Schweizer Meister mit dem SC Bern |

## Karrierestatistik
(Legende zur Spielerstatistik: Sp oder GP = absolvierte Spiele; T oder G = erzielte Tore; V oder A = erzielte Assists; Pkt oder Pts = erzielte Scorerpunkte; SM oder PIM = erhaltene Strafminuten; +/− = Plus/Minus-Bilanz; PP = erzielte Überzahltore; SH = erzielte Unterzahltore; GW = erzielte Siegtore; 1 Play-downs/Relegation; Kursiv: Statistik nicht vollständig)